# 니콜 드 보어
니콜 드 보어(Nicole de Boer, 1970년 12월 20일 ~ )는 캐나다의 배우이다.

## 출연 작품
- 커럽트 (2015)
- 메탈 토네이도 (2011)
- 에이리언 터미네이터 (2011)
- 뱀파이어 로큰롤 (2009)
- 뉴욕시: 토네이도 테러 (2008)
- 크리스마스 타운 (2008)
- 필 더 에이리언 (2004)
- 파이브 데이즈 투 미드나잇 (2004)
- 레이티드 X (2000)
- 데이트 소동 (1998)
- 큐브 (1997)
- 시니어 트립 (1995)
- 제3의 눈 (1995)
- 정글그라운드 (1995)
- 지나의 자유시대 (1994)
- 스타 트렉 - 스페이스 나인 TV 시리즈 (1993)
- 졸업 파티 4 (1992)
- 사라진 기억 (1990)
- 포에버 나이트 (1989)
- 프레디 더 프리로더스 크리스마스 디너 (1981)

### 텔레비전
- 데드 존 (2002-07, The Dead Zone)